# Франконски имперски окръг
Франконският имперски окръг (на немски: Fränkischer Reichskreis) е от първите имперските окръзи на Свещената Римска империя, образувани през 1500 г.
Образуван е през 1500 г. от немския крал и по-късен император Максимилиан I. Съществува до 1806 г.